# Giants Bolzano 2019
Questa voce raccoglie le informazioni riguardanti i Giants Bolzano nelle competizioni ufficiali della stagione 2019.

## Roster
| Roster dei Giants Bolzano (2019) |
| --- |
| Quarterback - 9 David Gahafer Running Back - 25 William Petrone - 44 Ifrain Silot Pajan - 34 Attilio Bonacci RB/LB - 36 William Palini FB Wide Receiver - 10 Marco Bonacci - 84 Vladimir Bemmo Pogo - 22 Nicolò Gallina - 7 Mark Simone WR/QB - 45 Simon Femia - 80 Michele Viviani - 83 Giuseppe Bonacci - 93 Michaeler Thomas Tight End - Lorenzo Tenti Offensive Linemen - 54 Claudio Crevatin - 55 Tudor Mustetanu OG - Sergio Leoni OT - 69 Sergio Roccati C - 71 Federico Milesi OT - 72 Alessandro Marino C Defensive Linemen - Antwi Osborne Tukpeh DE - 50 Diego Gennaro DT - 65 Denis Bilcari DT - 90 Francesco Giuliano DE/LB Linebacker - 2 Alex Ferrari - 30 Roberto Antino - 52 Stefano Puntar - 53 Alex Maistrello Defensive Back - 23 Giuseppe della Vecchia CB/K/KR - 12 Sonny Brunoro CB - Davide Tomagra CB - 5 Joshua Cox FS/PR - Davide Vitale FS - 88 Manuel Garau CB Special Team Coaching staff Argeo Tisma (HC) |

## Campionato I Divisione 2019

### Stagione regolare
| Arbitri: | Sala R. Buran Tomaz A. Ferrarini A. Visconti R. Rettani B. Jovanovic |

| |           |                                                                            |
| della Vecchia 11':50" Q1 (TD) 80yd kickoff return Simone Q1 (tpc) rush Gregorio 11':08" Q1 (TD) 11yd pass from Gahafer Simone 6':10" Q1 (TD) 12yd pass from Gahafer della Vecchia Q1 (pat) Bonacci 0':46" Q2 (TD) 2yd pass from Gahafer della Vecchia Q2 (pat) Simone 11':55" Q4 (TD) 17yd pass from Gahafer Simone 0':59" Q4 (TD) 13yd pass from Gahafer della Vecchia Q4 (pat) | Marcatori | J. Salsa 3':12" Q3 (TD) 5yd pass from M. Wright jr. J. Caprioglio Q3 (pat) |

| Arbitri: | Sala N. J. Fani Tomaz A. Ferrarini A. Sartini R. Rettani R. Buran |

| |           | |
| W. Testa 6':21" Q1 (FG) 41yd Germany 4':41" Q1 (TD) 1yd run W. Testa Q1 (pat) Germany 10':39" Q3 (TD) 13yd pass from Fimiani W. Testa Q3 (pat) M. Bonzanni 9':05" Q4 (TD) 15yd pass from Fimiani W. Testa Q4 (pat) | Marcatori | P. Giacomelli 3':00" Q1 (TD) 34yd run della Vecchia Q1 (pat) Cox 9':39" Q2 (TD) 24yd pass from Gahafer della Vecchia Q2 (pat) Simone 3':49" Q3 (TD) 19yd pass from Gahafer della Vecchia Q3 (pat) P. Giacomelli 1':03" Q4 (TD) 1yd run della Vecchia Q4 (pat) |

| Arbitri: | Sala N. Fani Tomaz R. Rettani V. Vitelli A. Visconti |

|                                                           |           | |
| M. Felli 9':06" Q3 (FG) 42yd M. Felli 0':43" Q3 (FG) 47yd | Marcatori | Gahafer 7':58" Q1 (TD) 4yd run della Vecchia Q1 (pat) Bonacci 0':48" Q1 (TD) 22yd pass from Gahafer Simone 0':48" Q4 (TD) 20yd pass from Gahafer della Vecchia Q4 (pat) |

| Arbitri: | Sala Gaias Tomaz A. Ferrarini S. d'Amato N. Janicijevic A. Menotti |

| |           |                                    |
| Simone 1':17" Q1 (TD) 20yd pass from Gahafer della Vecchia Q1 (pat) della Vecchia 8':00" Q2 (FG) 36yd Simone 3':37" Q3 (TD) 54yd pass from Gahafer della Vecchia Q3 (pat) Silot Pajan 1':19" Q3 (TD) 57yd run della Vecchia 5':35" Q4 (FG) 33yd Cox 4':26" Q4 (TD) 39yd interception return della Vecchia Q4 (pat) | Marcatori | J. Flanders 6':51" Q1 (TD) 4yd run |

| Arbitri: | Sala R. Buran Tomaz B. Jovanovic Zampedri A. Sartini A. Visconti |

| |           | |
| Silot Pajan 8':49" Q1 (TD) 16yd run Gahafer 0':13" Q1 (TD) 4yd run della Vecchia Q1 (pat) della Vecchia 5':03" Q2 (FG) 36yd Simone 0':16" Q3 (TD) 33yd pass from Gahafer Bemmo Pogo 7':23" Q4 (TD) 9yd pass from Gahafer della Vecchia Q4 (pat) Bonacci 2':54" Q4 (TD) 11yd pass from Gahafer della Vecchia Q4 (pat) | Marcatori | Carboni 9':44" Q1 (TD) 21yd pass from Hawthorne Nacita 7':07" Q3 (TD) 2yd run Nacita 2':40" Q3 (TD) 1yd run Carboni Q3 (pat) Nacita 8':46" Q4 (TD) 6yd run Carboni Q4 (pat) Nacita 2':30" Q4 (TD) 72yd pass from Hawthorne |

| Arbitri: | Camossa A. Maghini Tomaz A. Ferrante Sala A. Ferrarini A. Sartini |

| |           | |
| Silot Pajan 8':06" Q1 (TD) 39yd run della Vecchia Q1 (pat) Simone 5':29" Q2 (TD) 31yd pass from Gahafer D. Valota 6':27" Q3 (TD) 1yd run della Vecchia Q3 (pat) Simone 0':33" Q3 (TD) 29yd pass from Gahafer della Vecchia Q3 (pat) Petrone 9':05" Q4 (TD) 29yd run della Vecchia Q4 (pat) D. Valota 1':24" Q4 (TD) 1yd run della Vecchia Q4 (pat) | Marcatori | Albertson 10':42" Q1 (TD) 70yd pass from Hughes III C. Brancaccio Q1 (pat) Albertson 3':54" Q1 (TD) 2yd run C. Brancaccio 0':00" Q3 (FG) 25yd Me. Soltana 10':27" Q4 (TD) 4yd pass from Hughes III Albertson 5':54" Q1 (TD) 47yd pass from Hughes III C. Brancaccio Q1 (pat) |

| Arbitri: | Sala Fani Sanfelice Colombo A. Visconti A. Sartini Jovanovic |

| |           | |
| Zahradka 0':17" Q1 (TD) 10yd pass from Mitchell di Tunisi Q1 (pat) P. Previtali 9':48" Q2 (TD) 64yd pass from Zahradka di Tunisi Q2 (pat) P. Stillitano 1':36" Q2 (TD) 2yd run di Tunisi Q2 (pat) Mitchell 7':03" Q3 (TD) 8yd pass from Zahradka di Tunisi Q3 (pat) A. Sherrils 3':25" Q3 (saf) PAT return A. Raffaele 0':57" Q3 (TD) 1yd run di Tunisi Q3 (pat) A. Sherrils 0':20" Q3 (TD) 20yd punt return di Tunisi Q3 (pat) | Marcatori | della Vecchia 5':54" Q2 (FG) 46yd Bonacci 3':25" Q3 (TD) 16yd pass from Gahafer Simone 0':10" Q4 (TD) 8yd pass from Gahafer della Vecchia Q4 (pat) |

| Ciampino 26 maggio 2019, ore 15:30 | Ducks Lazio | 34 – 33 (0-7 14-6 7-0 13-20) referto | Giants Bolzano | C.S. Arnaldo Fuso (100 spett.) |
| L. Melchiorre 9':21" Q2 ( TD ) 59yd punt return G. Bianco Q2 ( pat ) A. Rinaldi 1':15" Q2 ( TD ) 14yd pass from T. Johnson G. Bianco Q2 ( pat ) L. Melchiorre 5':15" Q3 ( TD ) 4yd pass from T. Johnson G. Bianco Q3 ( pat ) M. Arca 11':43" Q4 ( TD ) 1yd run M. Arca 4':05" Q4 ( TD ) 13yd run G. Bianco Q4 ( pat ) Marcatori Simone 2':45" Q1 ( TD ) 12yd pass from Gahafer della Vecchia Q1 ( pat ) Simone 8':17" Q2 ( TD ) 64yd pass from Gahafer Petrone 11':02" Q4 ( TD ) 25yd run della Vecchia Q4 ( pat ) Petrone 3':10" Q4 ( TD ) 9yd run della Vecchia Q4 ( pat ) della Vecchia 0':20" Q4 ( TD ) 25yd pass from Gahafer |             | |                |                                |
| |             | |                |                                |
| L. Melchiorre 9':21" Q2 (TD) 59yd punt return G. Bianco Q2 (pat) A. Rinaldi 1':15" Q2 (TD) 14yd pass from T. Johnson G. Bianco Q2 (pat) L. Melchiorre 5':15" Q3 (TD) 4yd pass from T. Johnson G. Bianco Q3 (pat) M. Arca 11':43" Q4 (TD) 1yd run M. Arca 4':05" Q4 (TD) 13yd run G. Bianco Q4 (pat) | Marcatori   | Simone 2':45" Q1 (TD) 12yd pass from Gahafer della Vecchia Q1 (pat) Simone 8':17" Q2 (TD) 64yd pass from Gahafer Petrone 11':02" Q4 (TD) 25yd run della Vecchia Q4 (pat) Petrone 3':10" Q4 (TD) 9yd run della Vecchia Q4 (pat) della Vecchia 0':20" Q4 (TD) 25yd pass from Gahafer |                |                                |

### Playoff
| Arbitri: | S. d'Amato R. Passalcqua I. Conti Colombo A. Pagani R. Rettani N. Janicijevic |

| |           | |
| della Vecchia 8':58" Q2 (FG) 31yd Gahafer 4':56" Q2 (TD) 36yd run della Vecchia Q2 (pat) Simone 2':27" Q3 (TD) 5yd pass from Gahafer Petrone 10':22" Q4 (TD) 6yd pass from Gahafer Bouah Q4 (tpc) rush Bonacci 3':20" Q4 (TD) 39yd pass from Gahafer Bouah Q4 (tpc) pass from Gahafer Bonacci 1':35" Q4 (TD) 11yd pass from Gahafer della Vecchia Q4 (pat) | Marcatori | G. Bonanno 9':20" Q1 (TD) 37yd pass from Nacita Q1 (tpc) rush Hawthorne 8':06" Q2 (TD) 53yd pass from Nacita F. Camorani Q2 (pat) Nacita 3':48" Q2 (TD) 72yd run F. Camorani Q2 (pat) Nacita 5':21" Q3 (TD) 34yd run R. Stowers 0':36" Q3 (TD) 10yd pass from Nacita F. Camorani Q3 (pat) Nacita 3':45" Q4 (TD) 12yd run F. Camorani Q4 (pat) |

## CEFL Cup

### Fase a eliminazione diretta
| Bolzano 13 aprile 2019, ore 14:00 Quarti di finale | Giants Bolzano | 36 – 19 (13-6 6-13 7-0 10-0) referto                                                                       | Budapest Wolves | Stadio Europa |
| Cox Q1 ( TD ) pass from Gahafer della Vecchia Q1 ( pat ) Silot Pajan Q1 ( TD ) 58yd run Gahafer Q2 ( TD ) 30yd run Gahafer Q3 ( TD ) run della Vecchia Q3 ( pat ) Bonacci Q4 ( TD ) della Vecchia Q4 ( pat ) della Vecchia Q4 ( FG ) Marcatori Elek Q1 ( TD ) pass from Bencsics Gecser Q2 ( TD ) pass from Bencsics ? Q2 ( pat ) Szatlmayer 0':11" Q2 ( TD ) run |                | |                 |               |
| |                | |                 |               |
| Cox Q1 (TD) pass from Gahafer della Vecchia Q1 (pat) Silot Pajan Q1 (TD) 58yd run Gahafer Q2 (TD) 30yd run Gahafer Q3 (TD) run della Vecchia Q3 (pat) Bonacci Q4 (TD) della Vecchia Q4 (pat) della Vecchia Q4 (FG) | Marcatori      | Elek Q1 (TD) pass from Bencsics Gecser Q2 (TD) pass from Bencsics ? Q2 (pat) Szatlmayer 0':11" Q2 (TD) run |                 |               |

| Belgrado 11 maggio 2019, ore 16:00 Semifinale | Beograd Vukovi | 27 – 42 (6-7 14-15 0-6 7-14) referto | Giants Bolzano | Stadion BASK |
| Simović Q1 ( TD ) pass from Plante Kolibar Q2 ( TD ) pass from Plante Plante Q2 ( tpc ) rush Ferguson Q2 ( TD ) 60yd pass from Plante Grujović Q4 ( TD ) 7yd pass from Plante ? Q4 ( pat ) Marcatori Cox Q1 ( TD ) pass from Gahafer della Vecchia Q1 ( pat ) Petrone Q2 ( TD ) run della Vecchia Q2 ( pat ) Gallina Q2 ( TD ) 5yd pass from Gahafer Bundschuh Q2 ( tpc ) pass from Gahafer Petrone Q3 ( TD ) run Petrone Q4 ( TD ) 3yd run della Vecchia Q4 ( pat ) Petrone Q4 ( TD ) 1yd run della Vecchia Q4 ( pat ) |                | |                |              |
| |                | |                |              |
| Simović Q1 (TD) pass from Plante Kolibar Q2 (TD) pass from Plante Q2 (tpc) rush Ferguson Q2 (TD) 60yd pass from Plante Grujović Q4 (TD) 7yd pass from Plante ? Q4 (pat) | Marcatori      | Cox Q1 (TD) pass from Gahafer della Vecchia Q1 (pat) Petrone Q2 (TD) run della Vecchia Q2 (pat) Gallina Q2 (TD) 5yd pass from Gahafer Bundschuh Q2 (tpc) pass from Gahafer Petrone Q3 (TD) run Petrone Q4 (TD) 3yd run della Vecchia Q4 (pat) Petrone Q4 (TD) 1yd run della Vecchia Q4 (pat) |                |              |

| Bolzano 9 giugno 2019, ore 14:00 Finale | Giants Bolzano | 14 – 15 (0-7 0-8 6-0 8-0) referto                                                                 | Moscow Spartans | Stadio Europa |
| Bundschuh Q3 ( TD ) pass from Gahafer Gallina Q4 ( TD ) pass from Gahafer Simone Q4 ( tpc ) pass from Gahafer Marcatori Grinyaev Q1 ( TD ) blocked punt recovery ? Q1 ( pat ) Kistkin Q2 ( TD ) 42yd run Svyatkin Q2 ( tpc ) rush |                |                                                                                                   |                 |               |
| |                |                                                                                                   |                 |               |
| Bundschuh Q3 (TD) pass from Gahafer Gallina Q4 (TD) pass from Gahafer Simone Q4 (tpc) pass from Gahafer | Marcatori      | Grinyaev Q1 (TD) blocked punt recovery ? Q1 (pat) Kistkin Q2 (TD) 42yd run Svyatkin Q2 (tpc) rush |                 |               |

## Statistiche di squadra
| Competizione                   | %Vittorie | In casa | In casa | In casa | In casa | In casa | In casa | In trasferta | In trasferta | In trasferta | In trasferta | In trasferta | In trasferta | Totale | Totale | Totale | Totale | Totale | Totale |
| Competizione                   | %Vittorie | G       | V       | N       | P       | Pf      | Ps      | G            | V            | N            | P            | Pf           | Ps           | G      | V      | N      | P      | Pf     | Ps     |
| ------------------------------ | --------- | ------- | ------- | ------- | ------- | ------- | ------- | ------------ | ------------ | ------------ | ------------ | ------------ | ------------ | ------ | ------ | ------ | ------ | ------ | ------ |
| Campionato (stagione regolare) | .750      | 4       | 4       | 0       | 0       | 151     | 74      | 4            | 2            | 0            | 2            | 97           | 108          | 8      | 6      | 0      | 2      | 248    | 182    |
| Playoff                        | .000      | 1       | 0       | 0       | 1       | 39      | 42      | 0            | 0            | 0            | 0            | 0            | 0            | 1      | 0      | 0      | 1      | 39     | 42     |
| CEFL Cup                       | .667      | 2       | 1       | 0       | 1       | 50      | 34      | 1            | 1            | 0            | 0            | 42           | 27           | 3      | 2      | 0      | 1      | 92     | 61     |
| Totale                         | .667      | 7       | 5       | 0       | 2       | 240     | 150     | 5            | 3            | 0            | 2            | 139          | 135          | 12     | 8      | 0      | 4      | 379    | 285    |

## Statistiche personali

### Marcatori
| Giocatore     | Ruolo | TD rush | TD recv | TD int | TD p.ret | TD k.ret | TD oth | Xp1    | Xp2   | FG    | Saf   | Totale |
| ------------- | ----- | ------- | ------- | ------ | -------- | -------- | ------ | ------ | ----- | ----- | ----- | ------ |
| Simone        |       | 0+0+0   | 13+1+1  | 0+0+0  | 0+0+0    | 0+0+0    | 0+0+0  | 0+0+0  | 1+0+0 | 0+0+0 | 0+0+0 | 92     |
| della Vecchia |       | 0+0+0   | 1+0+0   | 0+0+0  | 0+0+0    | 1+0+0    | 0+0+0  | 24+2+7 | 0+0+0 | 4+1+1 | 0+0+0 | 63     |
| Petrone       |       | 3+0+4   | 0+1+0   | 0+0+0  | 0+0+0    | 0+0+0    | 0+0+0  | 0+0+0  | 0+0+0 | 0+0+0 | 0+0+0 | 48     |
| Bonacci       |       | 0+0+0   | 4+2+1   | 0+0+0  | 0+0+0    | 0+0+0    | 0+0+0  | 0+0+0  | 0+0+0 | 0+0+0 | 0+0+0 | 42     |
| Gahafer       |       | 2+1+2   | 0+0+0   | 0+0+0  | 0+0+0    | 0+0+0    | 0+0+0  | 0+0+0  | 0+0+0 | 0+0+0 | 0+0+0 | 30     |
| Cox           |       | 0+0+0   | 1+0+2   | 1+0+0  | 0+0+0    | 0+0+0    | 0+0+0  | 0+0+0  | 0+0+0 | 0+0+0 | 0+0+0 | 24     |
| Silot Pajan   |       | 3+0+1   | 0+0+0   | 0+0+0  | 0+0+0    | 0+0+0    | 0+0+0  | 0+0+0  | 0+0+0 | 0+0+0 | 0+0+0 | 24     |
| Bundschuh     |       | 0+0+0   | 0+0+2   | 0+0+0  | 0+0+0    | 0+0+0    | 0+0+0  | 0+0+0  | 0+0+0 | 0+0+0 | 0+0+0 | 12     |
| Gallina       |       | 0+0+0   | 0+0+2   | 0+0+0  | 0+0+0    | 0+0+0    | 0+0+0  | 0+0+0  | 0+0+0 | 0+0+0 | 0+0+0 | 12     |
| P. Giacomelli |       | 2       | 0       | 0      | 0        | 0        | 0      | 0      | 0     | 0     | 0     | 12     |
| D. Valota     |       | 2       | 0       | 0      | 0        | 0        | 0      | 0      | 0     | 0     | 0     | 12     |
| Bemmo Pogo    |       | 0       | 1       | 0      | 0        | 0        | 0      | 0      | 0     | 0     | 0     | 6      |
| Gregorio      |       | 1       | 0       | 0      | 0        | 0        | 0      | 0      | 0     | 0     | 0     | 6      |
| Bouah         |       | 0+0     | 0+0     | 0+0    | 0+0      | 0+0      | 0+0    | 0+0    | 0+2   | 0+0   | 0+0   | 4      |

### Passer rating
N.B.: Esclusa la CEFL Cup.
| Giocatore       | G   | Att    | Comp   | Int | Yds      | TD   | NFL    | NCAA   |
| --------------- | --- | ------ | ------ | --- | -------- | ---- | ------ | ------ |
| Gahafer         | 8+1 | 240+32 | 132+19 | 4+0 | 1759+292 | 21+4 | 104,27 | 146,24 |
| Simone          | 7   | 2      | 1      | 0   | 43       | 0    | 95,83  | 230,60 |
| Junior de Jesus | 7   | 1      | 1      | 0   | 11       | 0    | 112,50 | 192,40 |